# Saint-Leu (Riunione)
Saint-Leu è un comune francese di 30 770 abitanti situato nel dipartimento d'oltre mare di Réunion.

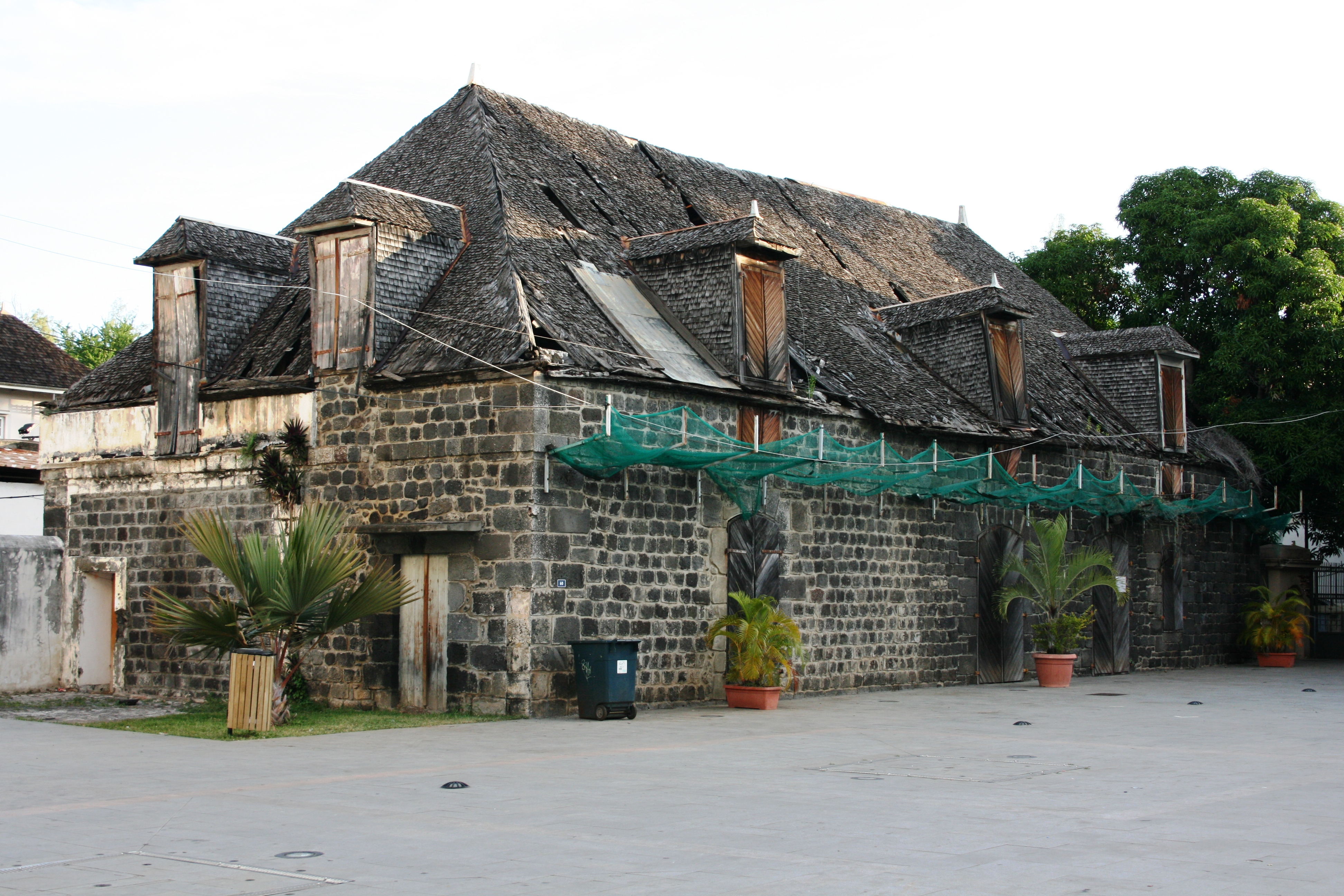
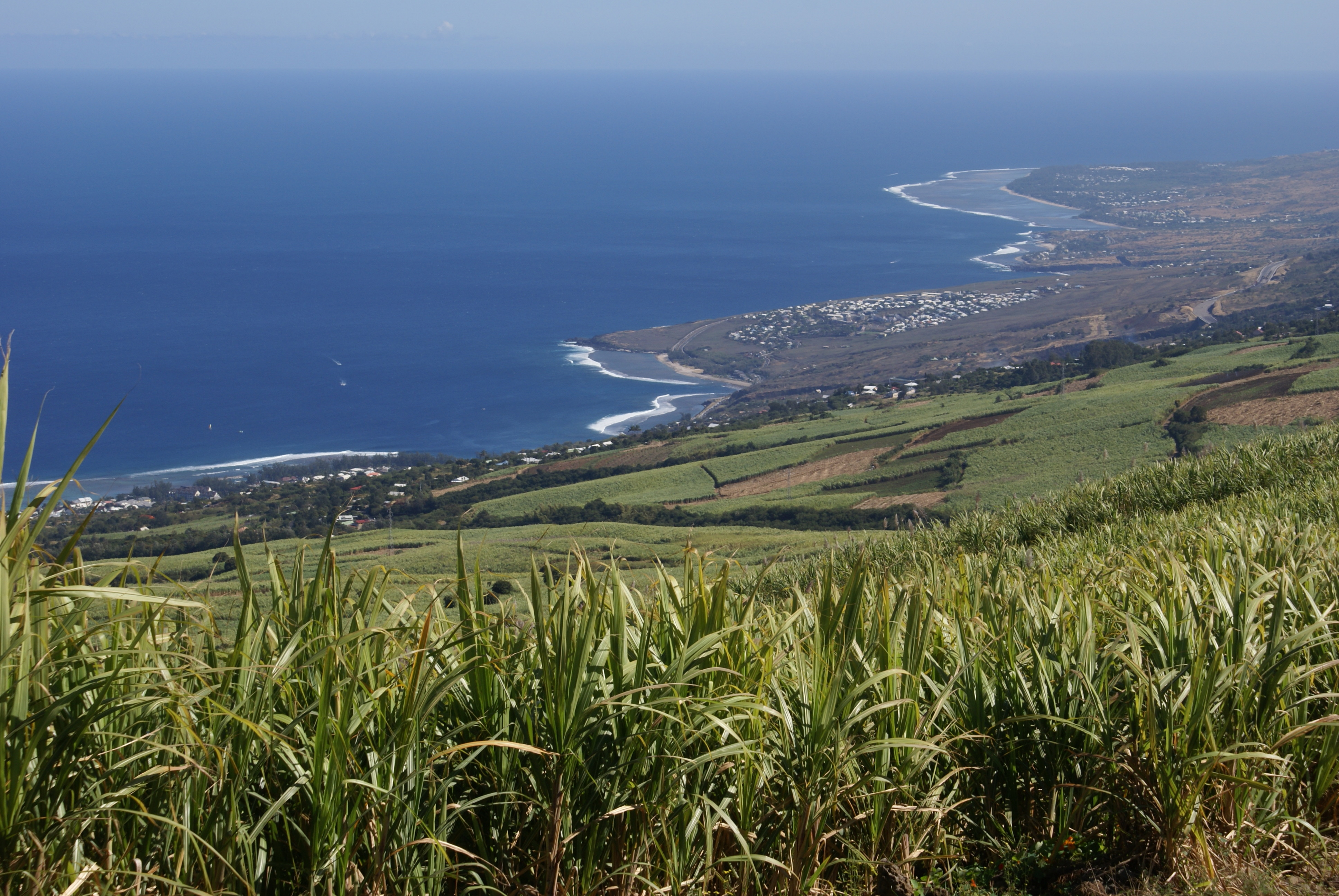
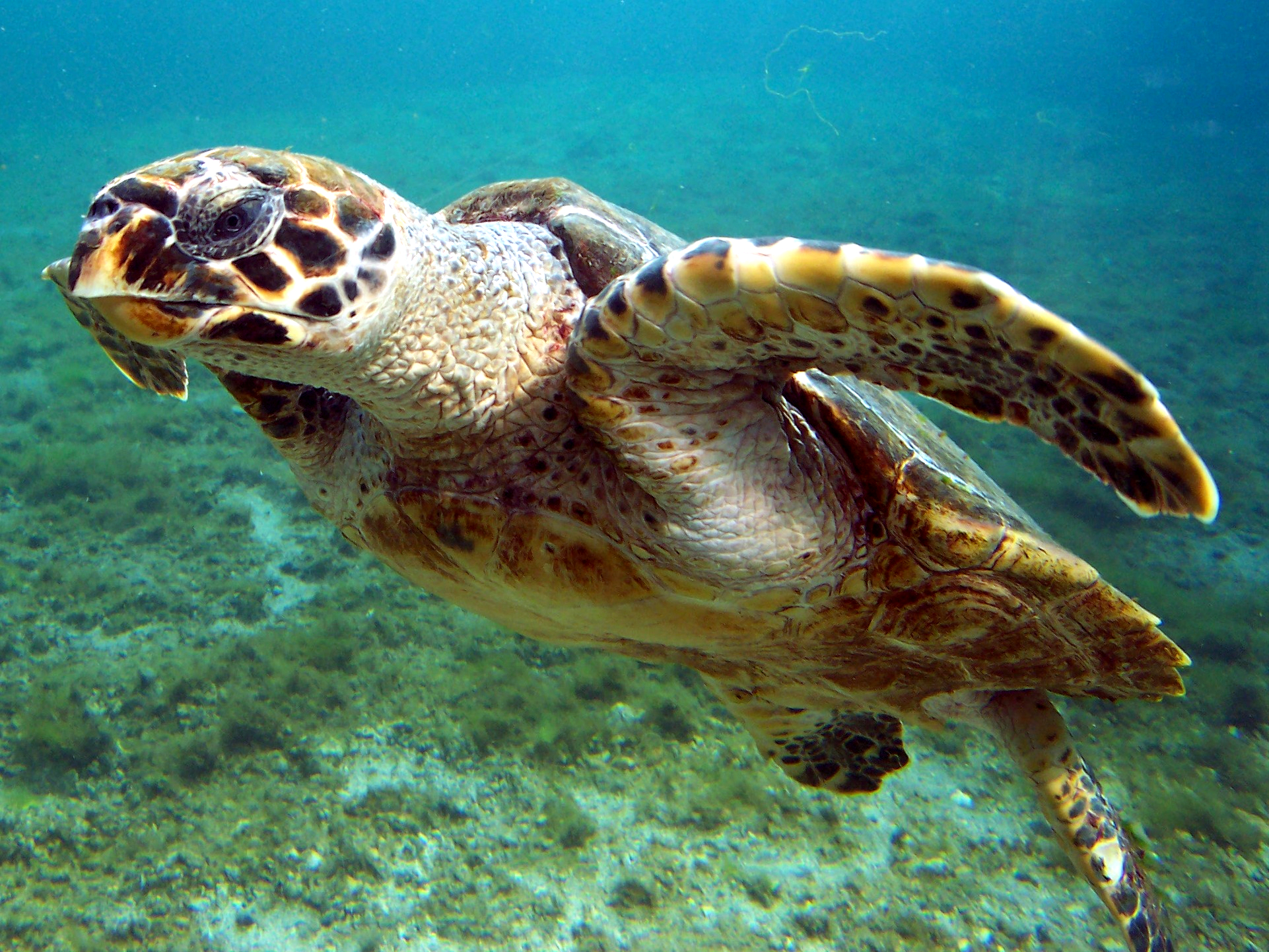
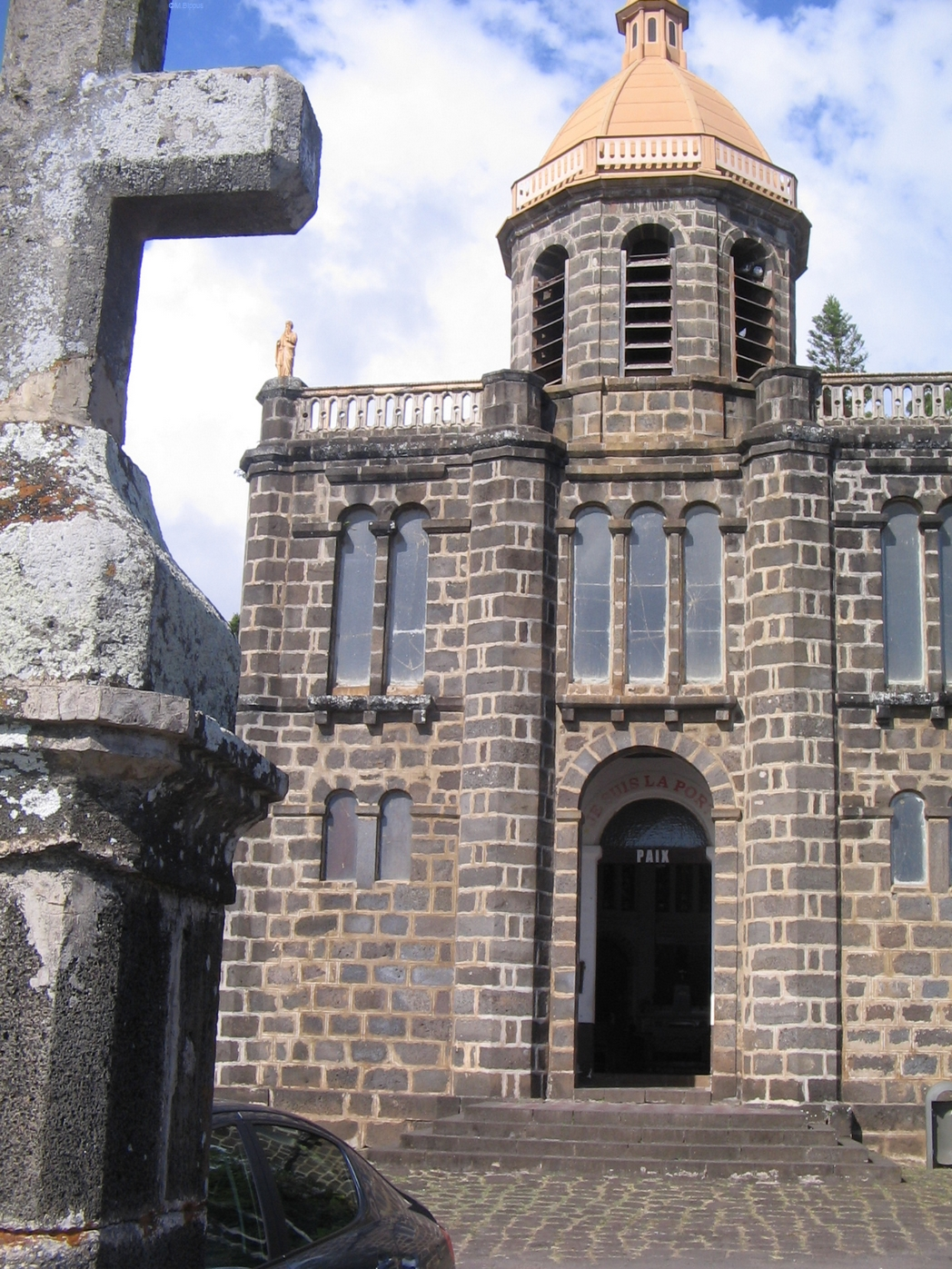
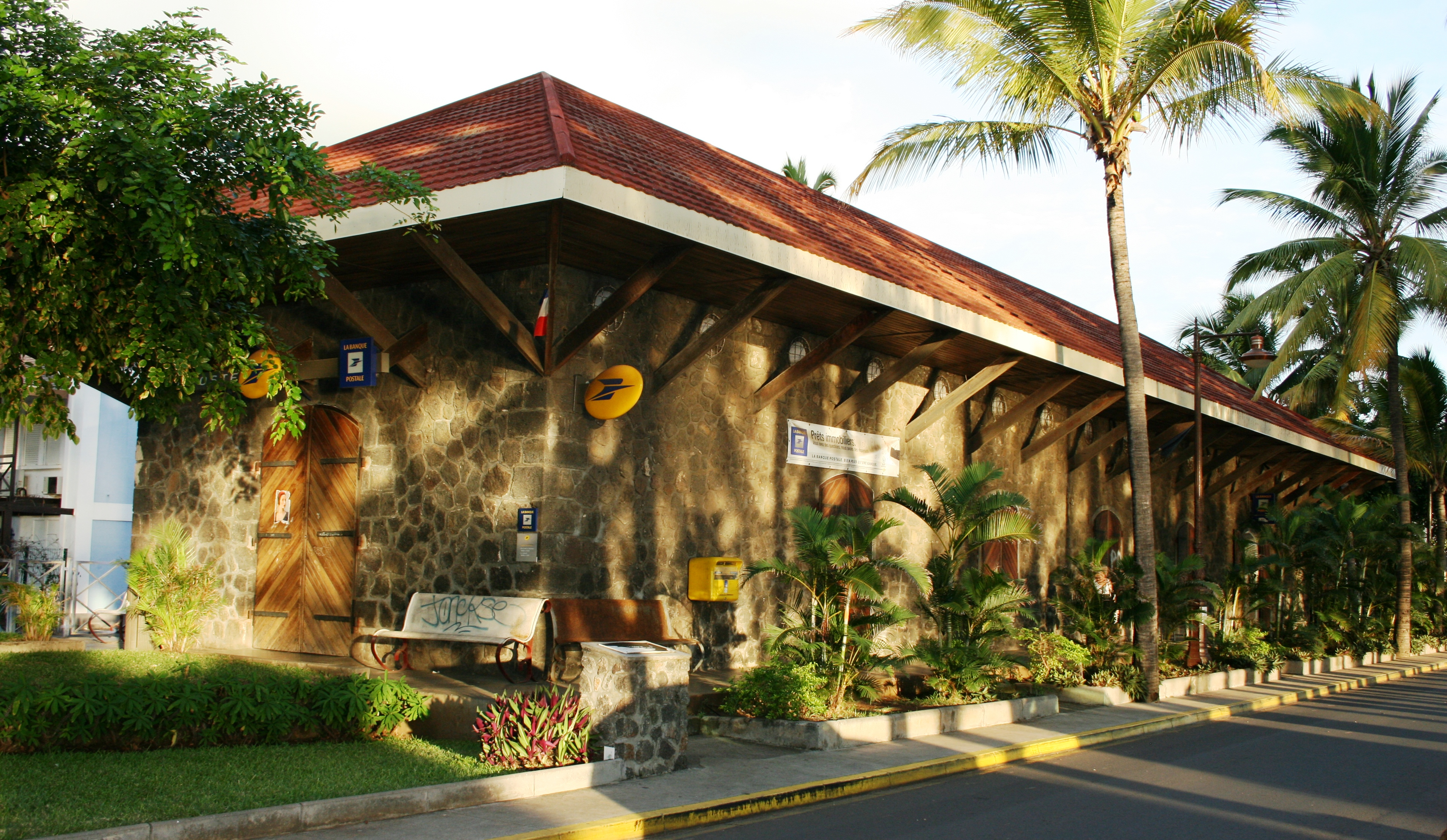
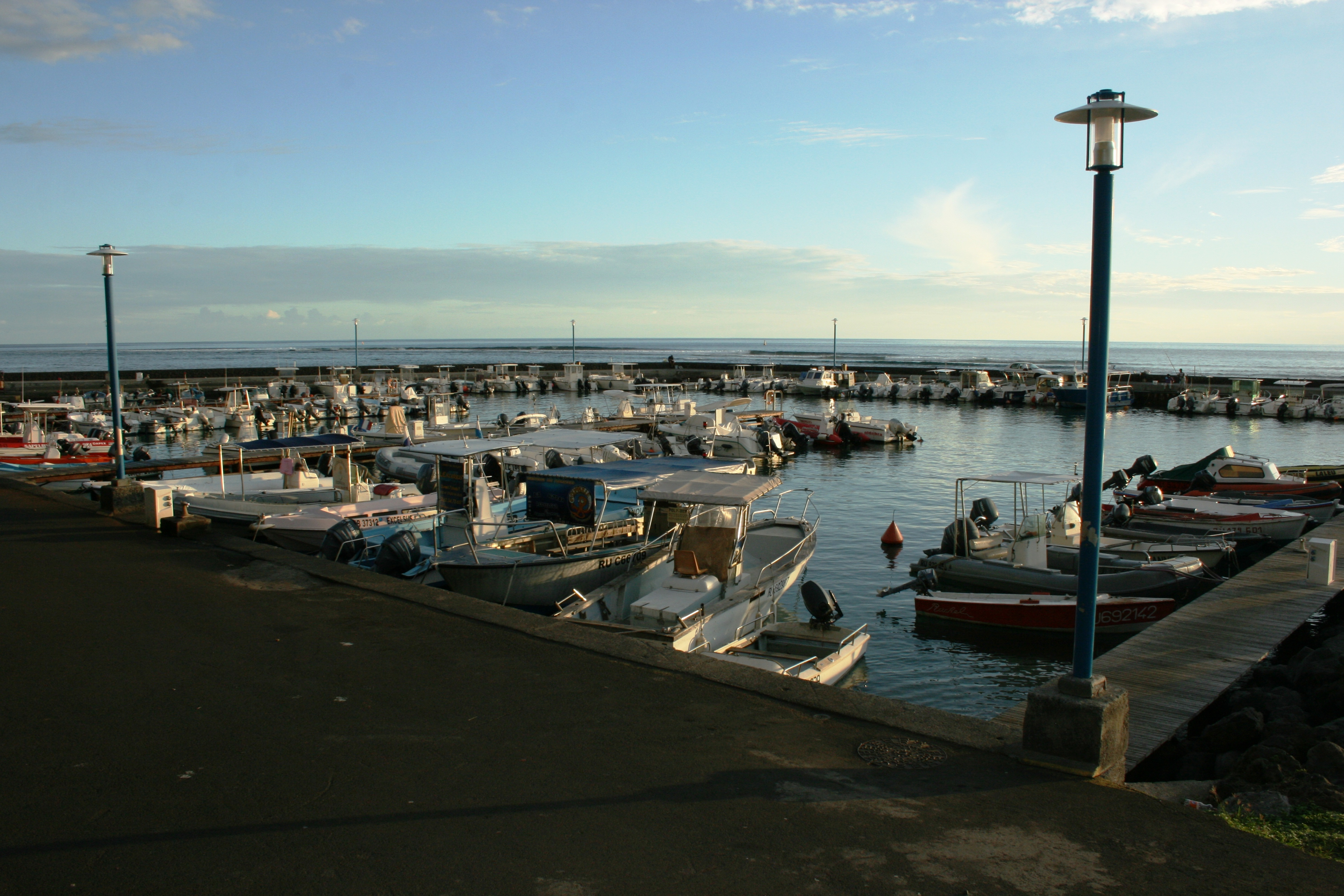